# Drosiá (Réthymnon)
Drosiá, en grec moderne : Δροσιά, ou Gení Gavé (Γενί Γκαβέ), est un village du dème de Mylopótamos, en Crète, en Grèce. Selon le recensement de 2011, la population de Drosiá compte 40 habitants. Il est situé à une altitude de 300 m et à une distance de 44,5 km de Réthymnon et à 33,5 km de Héraklion .

## Recensements de la population
| Recensements | 1940 | 1951 | 1961 | 1971 | 1981 | 1991 | 2001 | 2011 |
| ------------ | ---- | ---- | ---- | ---- | ---- | ---- | ---- | ---- |
| Population   | -    | 77   | 148  | 97   | 71   | -    | 55   | 40   |